# Марія Моцарі
Белане Мочарі (угор. Béláné Mocsáry) була угорською географинею і однією з перших у своїй країні. Вона багато писала про свої подорожі до Європи, Азії, Африки, Північної та Південної Америки. Іноді вона називала себе пані Белан Мосарі, Марія Фай.

## Біографія
Вона народилася в Помазі, округ Пешт, Угорщина, 21 жовтня 1845 року. Вона була донькою землевласників Ігнаца Фая та Франциски Кенессі, її мати померла, коли Марії був лише рік, тому її вихованням займалися батько та колишній опікун її батька, письменник Андраш Фай. Фінансові потреби для її уроків забезпечувалися доходами від земельних наділів родини. З восьми до дванадцяти років вона жила в Будапешті, а потім повернулася додому в дім свого батька в Помазі, де вивчила кілька іноземних мов, рукоділля та фортепіано. Коли їй було 14 років, батько Мері взяв її до Венеції, Італія, що розпалило її пристрасть до подорожей, що змусило її рухатися все життя.
Вона вийшла заміж за Белу Мосарі в 1862 році. Зі своїм чоловіком вона жила в маленькому селі Ноградського повіту, де займалася садівництвом. У вільний час пара багато подорожувала, зокрема відвідувала Швейцарію, Італію, Францію, Бельгію, Англію та Німеччину. Проте її чоловік помер у 1890 році, і Белане Мосарі так і не вийшла заміж повторно, по при те, що навіть не мала дітей.
У січні 1893 року разом зі своєю сестрою Мосарі подорожувала Балканами та Близьким Сходом, відвідала Грецію, Туреччину, Палестину та Єгипет, навіть досягнувши Нубії на річці Ніл. Саме під час цієї подорожі вона вивчила англійську мову, яка стала в нагоді в майбутніх експедиціях.
Через кілька місяців після повернення вона почала свою першу сольну подорож, щоб здійснити своє дитяче бажання, а саме побачити Індію, Гімалаї та острів Цейлон (нині Шрі-Ланка). Вся подорож зайняла у неї три місяці. Її перша книга «Записки Індії та Цейлону» містила 80 фотографій, зроблених автором, і була опублікована в 1899 році компанією Athenaeum R. у Будапешті. Книга була видана знову в 1901 і 1902 роках у розширеному вигляді. Усі кошти, виручені від її книг, пішли в благодійні організації на користь угорських домогосподарок і дітей-сиріт.
Провівши деякий час удома, Мосарі вирушила у трансатлантичні подорожі та двічі відвідала Північну Америку: один раз у США в 1896 році, включаючи Аляску, а потім у Мексику в 1904 році. З Мексики вона планувала продовжити кругосвітню подорож, але цей шлях закрився через російсько-японську війну (1904—1905). Замість цього вона поїхала до Південної Америки, відвідавши Кордову, Орізабу, Мехіко, Куернаваку, Акапанцінго, Гуанахуато та Керетаро.
В останні роки життя Моцарі проживала у своєму маєтку в Надьфалві (тепер відомий як Могерсдорф, Австрія). Там вона померла 31 липня 1917 року.

## Членство
Під час своїх подорожей її підтримувало Угорське географічне товариство, членом якого вона була. (Коли товариство було засновано в 1872 році, воно прийняло жінок як членькинь і стверджує, що було першим науковим товариством, яке зробило це.) Відомо, що Моцарі читала лекції про свої подорожі членам товариства на особливе прохання їх президента.

## Праці

### Статті
За словами Венковіца, "пані Моцарі публікувала звіти про подорожі як у формі газетних статей, так і в книгах, ілюстрованих фотографіями, зробленими під час її подорожей. Її статті були опубліковані в «Ország-Világot» і «Magyar Szalon», а також у «Séták a nagyvilágban».